# 1852 en Belgique
Chronologie de la Belgique
- 1848
- 1849
- 1850
- 1851
- 1852
- 1853
- 1854
- 1855
- 1856

Cette page recense des événements qui se sont produits durant l'année 1852 en Belgique.

## Culture

### Peinture
Le prix de Rome belge de peinture est attribué à Ferdinand Pauwels, un second prix est décerné à Liévin François Vermote, et une mention honorable à Désiré Mergaert.

## Naissances
- 10 avril : Arthur Vierendeel, ingénieur civil († 8 novembre 1940).